# Robert Kuczyński
Robert Kuczyński (né le 17 avril 1966 à Jelenia Gora, en Pologne) est un joueur d'échecs polonais, vainqueur du championnat de Pologne d'échecs en 1987.

## Palmarès lors des compétitions de jeunes
Robert Kuczyński remporte le championnat de Pologne d'échecs junior à deux reprises : en 1980, dans la catégorie des garçons de moins de 18 ans (à Chelmno) et en 1985, dans la catégorie des garçons de moins de 20 ans (à Wroclaw). 

## Palmarès à l'âge adulte
De 1985 à 2001, Robert Kuczyński joue seize fois dans les phases finales du championnat de Pologne d'échecs. Il remporte le championnat en 1987, termine deux fois vice-champion (en 1988 et 1989) et deux fois sur la troisième marche du podium, en 1986 et 1993.

## Palmarès lors des compétitions en club
Lors de ses participations au championnat de Pologne d'échecs des clubs, Robert Kuczyński remporte huit médailles: sept d'or, en 1989, 1993, 1994, 1995, 1999, 2000, 2001 et une d'argent, en 1998.
En 1986, Robert Kuczyński obtient un grand succès en remportant le tournoi des jeunes maîtres à Oakham (devant Viswanathan Anand). En 1991, il partage la deuxième place avec Oleg Romanishin au Mémorial Rubinstein à Polanica-Zdrój, en Pologne.  En 1994, il remporte le tournoi de Legnica, toujours en Pologne  et, en 1999, il partage la première place dans un tournoi à Görlitz, en Allemagne.

## Palmarès avec l'équipe nationale polonaise

### Palmarès lors des olympiades d'échecs
Robert Kuczyński joue pour la Pologne lors de diverses Olympiades d'échecs:
- en 1986, il remporte la médaille de bronze individuelle à l'échiquier de réserve lors de la 27e Olympiade d'échecs qui se déroule à Dubaï, aux Emirats Arabes Unis (6 victoires (+6), 3 matchs nuls (=3), une défaite (-1)),
- en 1988, au troisième échiquier lors de la 28e Olympiade d'échecs qui se déroule à Thessalonique, en Grèce (+4, = 2, -3),
- en 1990, au troisième échiquier lors de la 29e Olympiade d'échecs à Novi Sad, en Yougoslavie (+2, = 5, -1),
- en 1992, au deuxième échiquier lors de la 30e Olympiade d'échecs qui se déroule à Manille, aux Philippines (+3, = 7, -2),
- en 1994, au premier échiquier lors de la 31e Olympiade d'échecs qui se déroule à Moscou, en Russie (+1, = 5, -4),
- en 1996, au quatrième échiquier lors de la 32e Olympiade d'échecs qui se déroule à Erevan, en Arménie (+1, = 6, -0).

### Palmarès lors du championnat d'Europe d'échecs des nations
Robert Kuczyński joue pour la Pologne lors de différentes éditions du championnat d'Europe d'échecs des nations:
- en 1989, au troisième échiquier lors du 9e championnat d'Europe qui se déroule à Haïfa, en Israël (+2, = 1, -4),
- en 1992, il remporte la médaille de bronze individuelle au troisième échiquier lors du 10e championnat d'Europe qui se déroule à Debrecen, en Hongrie (+3, = 6, -0).

## Titres internationaux
Robert Kuczyński reçoit le titre de Maître International en 1986 et celui de Grand Maître international en 1993.